# Лукаші (Золочівський район)
Лукаші́ — село в Україні, у Підкамінській селищній об'єднаній територіальній громаді, Золочівського району, Львівської області. Населення становить 497 осіб.

## Географія
Село Лукаші розташоване 19 км на південний схід від міста Броди та на 55 км від Золочева. Через село проходить автомобільний шлях регіонального значення Броди—Тернопіль. Кілька десятків метрів на південний схід протікає річка Іква.

## Населення
За даними всеукраїнського перепису населення 2001 року у селі мешкало 497 осіб.
Мова
Розподіл населення за рідною мовою за даними перепису 2001 року був наступним:
| українська | 496 | 99,8 |
| російська  | 1   | 0,2  |

## Історія
Перша письмова згадка про село Лукаші датується 1864 роком — це церковні записи в яких реєструвалися акти цивільного стану. На той час село Лукаші було вже досить великим населеним пунктом і налічувало близько 60 дворів. Є записи у «Словнику географічному королівства Польського» від 1885 року, що на заході сусіднє село Накваша межувало з групою хатів (поселенням) Лугаша (Лукаша) Логаша, назва останнього з часом трансформувалося у Лукаші.
Згідно переказів старожилів у 1648—1650 роках тут на галявині грабового лісу оселився чоловік на ім'я Лукаш. До сьогодні збереглася назва вигону «Грабина». Біля Лукаша почали оселятись інші люди. Було вигідно бо поблизу проходив торговельний шлях з Бродів на південний схід. Люди викорчували ліси, займались сільським господарством, розвивали ремесла, займалися мисливством. З'явилися назви урочищ, угідь: Вільшина, Береги, Панський лан, Панський рів, Смільно, Загороди, Під могила. Від назви урочища Вільшина походить і прізвище Вільшинський.
У 1734 році через село, у напрямку Бродів, проходили російські війська, у складі яких були загони гайдамаків сотника Верлана. З'явилося прізвище Гайдамаха.
За підрахунками у 1900 році в селі мешкало близько 75 родин та дві єврейські родини, які тримали торгівлю.
У 1906 році в урочищі Могила з'явилася спільна з Наквашею пам'ятка жертвам татарських набігів.
За записами в господарській книзі Наквашанської сільської ради 1951 року в селі Лукаші налічувалося 107 дворів. Село пережило важкі воєнні часи та повоєнних відбудов — 1914—1918 роки (Перша світова війна), 1941—1945 роки (Друга світова війна), 1949—1950 роки примусової колективізації. На фронтах Другої світової війни загинуло 19 осіб. Багато молодих хлопців загинули в боротьбі за незалежність в криївках УПА. 23 квітня 1954 року троє повстанців загинули під час бою з військами МГБ — це була остання партизанська боївка на Бродівщині. Декілька сімей було виселено на Сибір за підтримку УПА.
На початку 1950-х років населений пункт Саварин, котрий до того часу належав до селища Підкамінь, разом із сільськогосподарськими угіддями був приєднаний до села Лукаші.
Економічний і соціальний розвиток залежав від колективного господарства. У 1960—1962 роках збудовано Лукашівську початкову школу. Упродовж 1980—1986 років тривало будівництво народного дому, який був урочисто відкритий 26 квітня 1986 року. У 1996 році закінчено газифікацію села.
1991 року було проголошено Акт Незалежності України, розпочалося духовне відродження. УГКЦ вийшла з підпілля. Духовне життя села до 2002 року було в складі парафії села Накваша. Ще в 1998 році колишня вчителька Параскевія Борачок в дворі школи частково власним коштом встановила фігуру святого Миколая, авторства місцевого художника Петра Опальчука. У 1992 році родинами Максима Дзьоби і Івана Горбаля при в'їзді в село, поблизу зупинки, було споруджено капличку Пресвятої Діви Марії, яку освячено 10 жовтня 1992 року. 2000 року Йосифом Мочарським розпочато будівництво культурно-відпочинкового комплексу «Зарба», відкриття якого відбулося 2003 року. 19 грудня 1996 року на свято Миколая освячено наріжний камінь і хрест на місці будівництва храму. У 2003 році впорядковано цвинтар, а 2005 року добудовано та освячено храм Святого Миколая, що нині належить громаді УГКЦ села Лукаші.